# Giv'at Šimšit
Giv'at Šimšit (hebrejsky: גבעת שמשית) je vrch o nadmořské výšce 225 metrů v severním Izraeli, v Dolní Galileji.
Leží cca 7 kilometrů severozápadně od centra města Nazaret. Má podobu nevýrazné odlesněné výšiny, jejíž vrcholové partie a jižní svahy pokrývá zástavba města Zarzir, respektive jeho místní částí al-Hajb. Na severní straně terén klesá do volné krajiny, směrem k údolí vádí Nachal Cipori s lesním komplexem Ja'ar Cipori. Na východní straně se na protější straně údolí zvedá pahorek Giv'at Kusbar, na němž stojí vesnice Šimšit.